# Гартс-Дезайр
Гартс-Дезайр (англ. Heart's Desire) — містечко в Канаді, у провінції Ньюфаундленд і Лабрадор.

## Населення
За даними перепису 2016 року, містечко нараховувало 213 осіб, показавши скорочення на 4,5%, порівняно з 2011-м роком. Середня густина населення становила 12,3 осіб/км².
З офіційних мов обидвома одночасно володіли 5 жителів, тільки англійською — 210.
Працездатне населення становило 33,3% усього населення, усі були зайняті. 100% осіб були найманими працівниками, а 0% — самозайнятими.

## Клімат
Середня річна температура становить 5°C, середня максимальна – 18,7°C, а середня мінімальна – -9,7°C. Середня річна кількість опадів – 1 376 мм.
| Клімат поселення                              | Клімат поселення | Клімат поселення | Клімат поселення | Клімат поселення | Клімат поселення | Клімат поселення | Клімат поселення | Клімат поселення | Клімат поселення | Клімат поселення | Клімат поселення | Клімат поселення | Клімат поселення |
| Показник                                      | Січ.             | Лют.             | Бер.             | Квіт.            | Трав.            | Черв.            | Лип.             | Серп.            | Вер.             | Жовт.            | Лист.            | Груд.            |                  |
| Середній максимум, °C                         | 0,69             | 0,02             | 2,75             | 6,85             | 10,86            | 15,00            | 18,20            | 18,70            | 15,17            | 10,67            | 6,42             | 1,97             |                  |
| Середня температура, °C                       | −4,19            | −4,84            | −2,12            | 1,97             | 6,00             | 10,13            | 15,18            | 15,67            | 12,15            | 7,64             | 3,38             | −1,05            |                  |
| Середній мінімум, °C                          | −9,07            | −9,74            | −7               | −2,9             | 1,11             | 5,25             | 12,14            | 12,64            | 9,12             | 4,60             | 0,37             | −4,08            |                  |
| Норма опадів, мм                              | 126              | 115              | 106              | 105              | 93               | 99               | 98               | 92               | 131              | 147              | 134              | 130              |                  |
| Середньомісячна швидкість вітру, м/с          | 7.51             | 7.01             | 6.69             | 6.14             | 5.50             | 5.20             | 5.02             | 5.08             | 5.61             | 6.29             | 6.83             | 7.38             |                  |
| Середньомісячна сонячна радіація, кДж/м²·день | 3902             | 6714             | 10634            | 14027            | 17252            | 19163            | 18971            | 15992            | 11995            | 7111             | 4069             | 3001             |                  |
| --------------------------------------------- | ---------------- | ---------------- | ---------------- | ---------------- | ---------------- | ---------------- | ---------------- | ---------------- | ---------------- | ---------------- | ---------------- | ---------------- | ---------------- |
| Джерело:                                      |                  |                  |                  |                  |                  |                  |                  |                  |                  |                  |                  |                  |                  |